# Филип I фон Винебург-Байлщайн
Филип I фон Винебург-Байлщайн (на немски: Philipp I zu Winneburg-Beilstein; * пр. 1525; † 16 март 1583) е фрайхер на господството Винебург (до Кохем на Мозел) и Байлщайн (днес част от Грайфенщайн) във Вестервалд.

## Произход
Той е син на Конрад III/ Куно (Конрад) IV († 7 януари 1529), осподар на Винебург и Байлщайн, и съпругата му Барбара фон Мандершайд (1490 – сл. 1522), дъщеря на граф Йохан I фон Мандершайд-Бланкенхайм-Геролщайн (1446 – 1524) и Маргарета фон Марк-д' Аренберг († 1542). Брат е на Барбара († 1521) и на Конрад (Куно) († сл. 1553), женен за Емеренция фон Льовенщайн (1531 – 1565).

## Фамилия
Филип I се жени на 4 март 1538 г. за Урсула фон Ритберг († сл. 1539), дъщеря на граф Ото III фон Ритберг († 1535) и първата му съпруга графиня Анна Елизабет фон Сайн († 1523), дъщеря на граф Герхард III фон Сайн († 1506) и Йохана фон Вид († 1529). Нейната зестра са 6000 златни гулдена. Те имат децата:
- Филип II (1538 – 1600), фрайхер на Винебург и Байлщайн, бургграф на Алцай, женен на 24 февруари 1563 г. за Юта фон Сайн-Витгенщайн († 1612), дъщеря на граф Вилхелм I фон Сайн-Витгенщайн (1485 – 1570) и на Йоханета фон Изенбург-Ноймаген (1500 – 1563)
- Йохан Даниел († 1582, Страсбург)
- Йохан († сл. 1602)
- Конрад (Куно) († 1606), женен I. на 31 юли 1583 г. за Анна фон Фирмонд († 1599), вдовица на Хайнрих IV фон Валдек-Роден, II. 1601 г. за Филипа Сидония фон Мандершайд-Геролщайн (1557 – 1602), вдовица на Флорис I фрайхер фон Палант граф фон Кулембург (1537 – 1598)
- Анна, омъжена за Вилхелм фон Браунсберг († 1612)